# Авлия

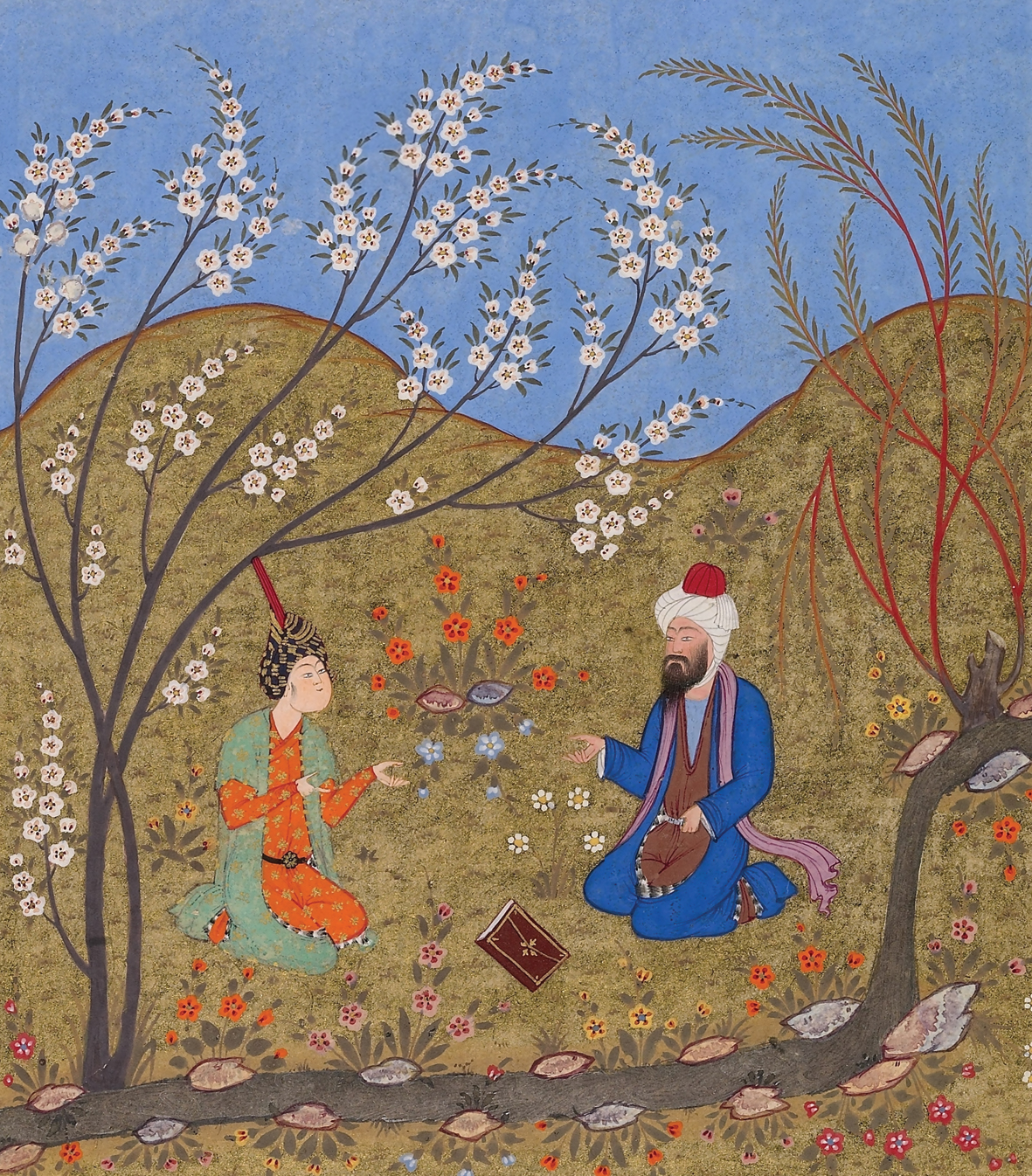
Персидская миниатюра с изображением средневекового святого и мистика Ахмада Газали (ум. в 1123 г.), брата знаменитого аль-Газали (ум. в 1111 г.), беседующего с учеником из Встречи влюблённых (1552)

Аулия́ (араб. أولياء‎), ед. ч. уали́ (араб. والي‎ — «святой») — в исламе, люди, которые проводят все свои дни в постоянных молитвах и поминании Аллаха. Они ведут праведный образ жизни и избегают совершения грехов, постоянно совершенствуя свой духовный мир. О таких людях упоминается в Коране: «Знайте, что тем, кому покровительствует Аллах, нечего страшиться и не изведают они горя. Тем, которые уверовали и были богобоязненны, предназначена радостная весть [о доле благой] в этой жизни и будущей — слова Аллаха не подлежат отмене — это и есть великое преуспеяние».

## Определение
В Коране термин вали по отношению к Аллаху и пророку Мухаммеду означал, по-видимому, «покровитель», к людям — «находящийся под покровительством (Аллаха)». В хадисах, у ранних комментаторов, мухаддисов и захидов он понимается как «близкий», «друг» и даже «возлюбленный» бога (вали Аллах). У суфийского шейха Зу-н-Нуна аль-Мисри (IX в.) термин вали приобретает отчетливый теософский оттенок. У суфиев IX—X веков (ат-Тустари, аль-Джунайда и аль-Харраза) авлия — люди, достигшие совершенства как в религиозной практике, так и в знании об Аллахе; им доступно лицезрение бога (мушахадат аль-хакк) и ведомы тайны «сокровенного». Учение о вали детально изложено аль-Хакима ат-Тирмизи и аль-Харраза.
Ат-Тирмизи делил авлия на тех, кто стремится неукоснительно соблюдать шариатские предписания и самосовершенствоваться (у ат-Тустари «стремящиеся», «ищущие»), и «истинных друзей бога» (авлия Аллах хаккан). Обсуждая вопрос о соотношении «святости» (вилая) и пророчества (нубувва), ат-Тирмизи утверждал, что авлия, как и пророки, имеют свою «печать» (хатм) —- «святого», достигшего совершенства в знании об Аллахе. С начала X века эти утверждения стали объектом ожесточенной полемики между исламскими богословами. Большинство «умеренных» суфиев (ал-Худжвири, Ибн Хафиф, аль-Кушайри и др.) решительно отвергали превосходство авлия над пророками. В частности аль-Кушайри передавал иджму о превосходстве пророков над «святыми»: «Дозволено ли ставить вали выше, чем пророка? Мы уже упоминали, что положение авлия не достигают положения пророков, мир им и благословение, и на это есть единогласное мнение».
Для Ибн Араби пророчество — частное проявление «святости», связанное с введением нового религиозного закона (нубувват ат-ташри). Вали может не быть пророком, тогда как каждый пророк обязательно является вали. В целом его рассуждения сводятся к утверждению превосходства авлия над пророками. Ибн Араби различал два вида «святости»: общая для всех религий вилая, и, присущая только исламу, Мухаммадова вилая. «Печатью» первой считался пророк Иса (Иисус), второй — верховный суфий (кутб). Позднешиитская философия в общем унаследовала учение Ибн Араби, назвав при этом «печатями святости» соответственно 1-го и 12-го имама.

## Иерархия
Начиная с X века в суфизме укрепляется представление о невидимой иерархии авлия (риджал аль-гайб). Общее число «святых» в иерархии составляет, как правило, 356, иногда — 500. Во главе иерархии стоит «верховный» вали — кутб, он же — «величайший заступник» (аль-гавс аль-а’зам), за ним идут два «предводителя» (имамани), или 4, 5 или 7 «опор» (автад). Далее следуют семеро «лучших» (ахьяр), либо 40 (редко 7) «заместителей» (абдал, будала), за ними — 12, 70 и т. д. «вождей» (нукаба), затем — 8, 70, 300 и т. д. «благородных» (нуджаба) и далее до конца иерархии. Со смертью какого-либо вали его место занимает нижестоящий «святой», которого, в свою очередь, сменяет «святой» ещё более низкого разряда, и так далее. Возможно, что суфийская иерархия явилась переосмыслением шиитского учения об имамате и исмаилитской иерархии «посвящённых».
Каждый член иерархии исполняет определённые обязанности: кутб «заведует» всем мирозданием, имамани «отвечают» за функционирование видимого и сокровенного миров и т. д. У Ибн Араби высшие члены иерархии обладают совокупным знанием, распределённым среди авлия более низких ступеней, а знания всех членов иерархии сосредоточены в кутбе. Кутб есть самый совершенный «гностик» (ариф) и истинный правитель вселенной. Иерархия, видимо, отражала также усложнившуюся структуру самого суфийского братства, где шейх (пир) в связи с ростом числа своих последователей часто вынужден был осуществлять подготовку мюридов и руководство братством через «заместителей».

## Культ святых
В народном исламе авлия могут обладать сверхъестественными способностями (караматами) и являются носителями «божественной благодати» (баракат). Они часто становятся объектом различных суеверий, к их могилам совершается паломничество; люди верят, что они могут помочь им излечиться от различных болезней. Они часто пользовались гораздо большим авторитетом, чем «официальные» кади и факихи. Вместе с тем авлия нередко становились во главе национально-освободительных движений, активно боролись против колонизаторов (Абд аль-Кадир в Алжире, санусия в Ливии и др.).
Широкое распространение культ «святых» и их гробниц получил в Афганистане, Иране, Йемене, Пакистане, Северной Африке, Турции и других исламских странах.